# Thorstein Helstad
Thorstein Helstad (ur. 28 kwietnia 1977 w Hamar) – norweski piłkarz grający na pozycji napastnika w Lillestrøm SK.

## Kariera klubowa
Karierę piłkarską Helstad rozpoczął w rodzinnym Hamar, w tamtejszym amatorskim klubie Fart/Vang. Następnie podjął treningi w profesjonalnym Hamarkameratene i w 1995 roku zadebiutował w jego barwach w pierwszej lidze norweskiej. W tym samym roku spadł z klubem do drugiej ligi i grał tam przez dwa kolejne lata. W 1998 roku przeszedł do SK Brann. W 1999 roku zajął z Brann trzecie miejsce w lidze i zdobył Puchar Norwegii. Z kolei w 2000 roku wywalczył wicemistrzostwo kraju, a z 18 golami na koncie został królem strzelców ligi. Otrzymał także Nagrodę Kniksena dla najlepszego napastnika w kraju. Rok później zdobył 17 goli i drugi raz z rzędu był najlepszym strzelcem Tippeligaen.
Latem 2002 roku Helstad został sprzedany do Austrii Wiedeń. Tam walczył o miejsce w ataku z rodakiem Sigurdem Rushfeldtem, Polakiem Radosławem Gilewiczem czy Austriakiem Rolandem Linzem. W sezonie 2002/2003 wywalczył mistrzostwo Austrii oraz zdobył Puchar Austrii, a latem 2003 do tych sukcesów dołożył także Superpuchar Austrii. Na początku sezonu 2004/2005 stracił miejsce w składzie i wtedy też wrócił do Norwegii.
Kolejnym klubem w karierze Thorsteina był Rosenborg BK. Jeszcze w 2004 roku wywalczył mistrzostwo Norwegii, swoje pierwsze w karierze. Jednak w 2006 roku nie miał miejsca w podstawowym składzie i odszedł do SK Brann, a Rosenborg już bez niego został mistrzem kraju. Z Brann Helstad zajął 2. miejsce w lidze, a w 2007 roku został mistrzem kraju. Zdobywając 22 gole został po raz trzeci w karierze królem strzelców Tippeligaen. W 2008 roku strzelił 11 bramek w 12 spotkaniach.
W lipcu 2008 roku Helstad przeszedł za 2 miliony euro do francuskiego Le Mans UC 72. 9 sierpnia zadebiutował w Ligue 1 w przegranym 0:1 domowym spotkaniu z FC Lorient. W kolejnych trzech kolejkach francuskiej ligi zdobywał po golu, a Le Mans wygrywało swoje mecze kolejno z Lille OSC (3:1), AS Saint-Étienne (1:0) oraz FC Nantes (4:1).
| Sezon   | Klub           | Kraj     | Rozgrywki    | Mecze | Bramki | Rozgrywki Europy   | Mecze | Bramki |
| ------- | -------------- | -------- | ------------ | ----- | ------ | ------------------ | ----- | ------ |
| 1995    | Ham-Kam        | Norwegia | Tippeligaen  | 17    | 4      | -                  | -     | -      |
| 1996    | Ham-Kam        | Norwegia | Adeccoligaen | 14    | 3      | -                  | -     | -      |
| 1997    | Ham-Kam        | Norwegia | Adeccoligaen | 15    | 5      | -                  | -     | -      |
| 1998    | SK Brann       | Norwegia | Tippeligaen  | 23    | 6      | -                  | -     | -      |
| 1999    | SK Brann       | Norwegia | Tippeligaen  | 21    | 8      | -                  | -     | -      |
| 2000    | SK Brann       | Norwegia | Tippeligaen  | 24    | 18     | -                  | -     | -      |
| 2001    | SK Brann       | Norwegia | Tippeligaen  | 23    | 17     | -                  | -     | -      |
| 2002    | SK Brann       | Norwegia | Tippeligaen  | 8     | 5      | -                  | -     | -      |
| 2002/03 | Austria Wiedeń | Austria  | Bundesliga   | 29    | 6      | -                  | -     | -      |
| 2003/04 | Austria Wiedeń | Austria  | Bundesliga   | 27    | 6      | Liga Europy UEFA   | 4     | 2      |
| 2004/05 | Austria Wiedeń | Austria  | Bundesliga   | 3     | 0      | Liga Europy UEFA   | 2     | 0      |
| 2004    | Rosenborg BK   | Norwegia | Tippeligaen  | 5     | 1      | Liga Mistrzów UEFA | 4     | 2      |
| 2005    | Rosenborg BK   | Norwegia | Tippeligaen  | 25    | 13     | Liga Mistrzów UEFA | 8     | 2      |
| 2006    | Rosenborg BK   | Norwegia | Tippeligaen  | 6     | 1      | -                  | -     | -      |
| 2006    | SK Brann       | Norwegia | Tippeligaen  | 12    | 2      | -                  | -     | -      |
| 2007    | SK Brann       | Norwegia | Tippeligaen  | 24    | 22     | Liga Europy UEFA   | 6     | 1      |
| 2008    | SK Brann       | Norwegia | Tippeligaen  | 12    | 11     | Liga Europy UEFA   | 2     | 0      |
| 2008/09 | Le Mans UC 72  | Francja  | Ligue 1      | 32    | 10     | -                  | -     | -      |
| 2009/10 | Le Mans UC 72  | Francja  | Ligue 1      | 31    | 4      | -                  | -     | -      |
| 2010/11 | Le Mans UC 72  | Francja  | Ligue 2      | 35    | 21     | -                  | -     | -      |
| 2011/12 | AS Monaco      | Francja  | Ligue 2      | 6     | 0      | -                  | -     | -      |
| 2012    | Lillestrøm SK  | Norwegia | Tippeligaen  | 12    | 3      | -                  | -     | -      |
| 2013    | Lillestrøm SK  | Norwegia | Tippeligaen  | 0     | 0      | -                  | -     | -      |

Stan na: 7 stycznia 2013 r.

## Kariera reprezentacyjna
W reprezentacji Norwegii Helstad zadebiutował 16 sierpnia 2000 roku w przegranym 1:3 towarzyskim spotkaniu z Finlandią i w debiucie zdobył gola. Wraz z kadrą narodową występował już w eliminacjach do Mistrzostw Świata 2002, Mistrzostw Świata 2006 i Euro 2008.